# Breadcrumb

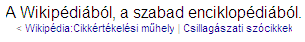
Breadcrumb-alapú navigáció a Wikipédia Wikipédia:Cikkértékelési műhely/Csillagászati szócikkek/Statisztika lapján: a lap címe alatt link található a szülőlapra és annak a szülőjére.

A breadcrumb („kenyérmorzsa/zsemlemorzsa”) a felhasználói felületeken használt navigációs eszköz, amely a kiindulóponttól a felhasználó jelenlegi tartózkodási helyéig vezető utat mutatja. Az elnevezés Jancsi és Juliska meséjéből származik, akik az elszórt kenyérmorzsával jelölték az útjukat. Jelenleg még nincs egységes, magyar elnevezése, így megtalálhatjuk „kenyérmorzsa”, „webmorzsa”, vagy „szájtmorzsaként” is.
A breadcrumb rendszerint nem egy-az-egyben a felhasználó által megtett utat jelöli, hanem a kezdőpontról a jelenlegi pontra vezető legrövidebb utat. Így például egy hírportál focival kapcsolatos híre fölött egy ilyen felirat jelenhet meg:
Főoldal » Hírek » Sport » Labdarúgás
Rendszerint a felirat minden egyes eleme link a megfelelő gyűjtőoldalra.

## Alkalmazása
Sokáig olyan különlegességnek számított, amit csak olyan mély struktúrával és óriási adathalmazzal rendelkező honlapok használtak, mint a Yahoo!, vagy olyan hatalmas, sok honlapból álló rendszerek, mint a CNET, amelyek szerettek volna némi támponttal szolgálni a felhasználóknak arról, hogy éppen hol járnak a komplex rendszeren belül, de azt akarták, hogy az egyes honlapok megtarthassák egymástól független navigációs rendszerüket. Manapság azonban a webmorzsa egyre több honlapon bukkan fel, sokszor a jól kivitelezett, navigáció helyettesítőjeként is. A honlapok túlnyomó részének nem biztos, hogy jó megoldás lenne, ha csak webmorzsát használnának. A honlap legfelsőbb szintjén biztosan nem elegendő, mert nem hatol elég mélyre: ad némi rálátást, de homályban hagy fontos részleteket. Ez nem jelenti azt, hogy csak a webmorzsa segítségével ne lehetne néha megfelelően tájékozódni, de alkalmazása a legtöbb honlapon nem elegendő. A jól megszerkesztett webmorzsa magától értetődő, kis helyigényű, kézenfekvő, és folyamatosan lehetőséget ad a két talán leggyakoribb művelet elvégzésére: arra hogy feljebb lépjünk egy szinttel, vagy visszatérjünk a kezdőlapra. Mégis jobb, ha csak kiegészítéséként alkalmazzuk. Legyen a webmorzsa a jól működő navigációs rendszer „megkoronázása”. Alkalmazzuk különösen mély hierarchiájú, nagy honlapokon, vagy ha össze akarunk kapcsolni egy sereg alacsonyabb szintű weboldalt. Steve Krug 6 tanácsot említ meg könyvében, a webmorzsa alkalmazására:
1. Legyen az oldal legtetején.
2. Legyen „>” jel a szintek között.
3. Használjunk apró betűket.
4. Használjuk az „Ön itt áll” szavakat.
5. Vastagítsuk meg az utolsó elemet.
6. Ne használjuk az oldalnév helyett.